# Enteropeptidaza
Enteropeptidaze ali enterokinaze so peptidaze, ki jih izločajo celice črevesnih žlez v tankem črevesu. Ti encimi katalizirajo pretvorbo tripsinogena v tripsin ter neposredno aktivirajo številne prebavne encime.
Enterokinaza je starejše ime encima in je manj ustrezno, saj v bistvu ne sodi v skupino kinaz. Molekule substrata namreč enteropeptidaza ne fosforilira, marveč jo le cepi.
Reakcija, ki jo katalizira enteropeptidaza:
tripsinogen → tripsin + oktapeptid